# 廟東夜市
24°15′05″N 120°43′09″E / 24.2513654°N 120.7191768°E

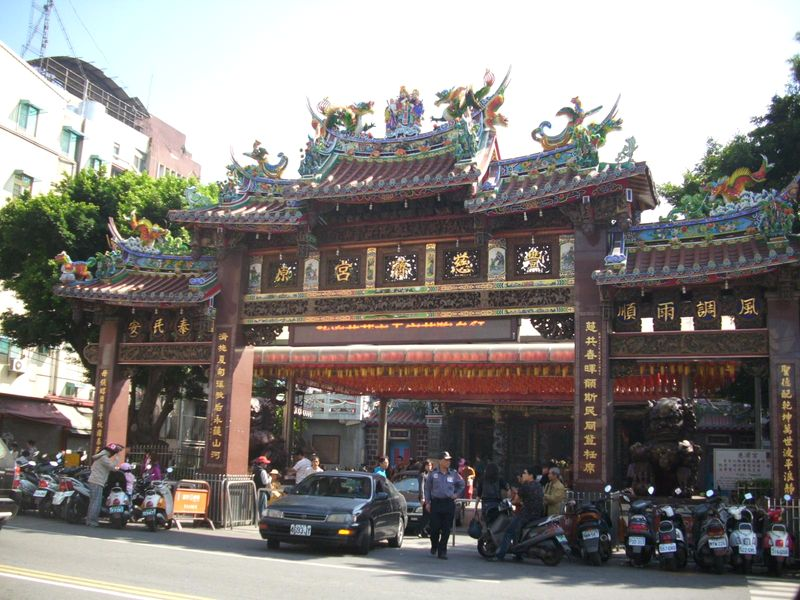
豐原媽祖廟

豐原廟東復興商圈，亦稱廟東小吃街、廟東夜市、廟東商圈。位於臺中市豐原區慈濟宮旁，範圍包含中正路、博愛街、復興路、信義街。夜市發展歷史已相當久，並是許多學生聚集的地點，帶來了豐沛了客源，因而在附近形成了復興路商圈，範圍增加了三民路、復興路、和平街，大約圍繞著豐原媽祖廟，為山線地區居民逛街之處。

## 商圈特色
其中以排骨酥麵、鳳梨冰、蚵鏈湯、清蒸蝦丸、螃蟹羹、菱角酥、蚵仔煎、肉粽、潤餅、肉圓、關東煮、雞蛋糕、涼圓、四神湯、醃漬水果等最知名，吸引了學生、觀光客及參拜豐原慈濟宮的人潮。

## 交通

### 臺中市公車
- 本表更新時間為2019年1月14日。

| 雙向停靠站位 |                                    | |
| 路線經營業者 | 頂街（中正路）                     | 媽祖廟 |
| 豐原客運     | 12、63、90、90延、 900、989、989延 | 12、63、91、182、183、185、186、202、203、211、212、213、215、218、 220、220繞、223、227、229、232、237、238、239、900、989、989延 |
| 台中客運     | 12、700                            | 12、700 |
| 全航客運     | 12、700                            | 12、700 |
| 統聯客運     | 63                                 | 63 |
| 豐榮客運     | 無                                 | 228 |

| 單向停靠站位 |                             |                                                        |
| 路線經營業者 | 頂街（中正路） 往東勢、谷關 | 和平街 往豐原                                          |
| 豐原客運     | 206、207、208、209          | 202、203、206、207、208、 209、211、212、213、215、900 |

- 12路由台中客運、豐原客運、全航客運聯營
- 63路由豐原客運、統聯客運聯營
- 700路由台中客運、全航客運聯營

### 國道客運
站牌名稱：媽祖廟（下客站）
- 統聯客運：1617

### 臺中市公共自行車租賃系統（IBike）
- 站點名稱：豐原廟東夜市、豐原火車站

### 火車
步行十分鐘即可達豐原車站，其各列車皆有停靠，包含自強號、區間車〔區間快車〕。

### 高鐵
搭乘高鐵至高鐵臺中站後利用高鐵廊道通往臺鐵新烏日車站搭乘火車至豐原車站。因新烏日車站目前為二等站，主要停靠車種為區間車、區間快車。

### 開車
自國道一號豐原交流道（168km）下，往豐原市區方向開，行駛中正路大約10分鐘，即可看到媽祖廟。

## 外部連結
- 臺中市豐原區公所-地方景點-廟東小吃